# To co mam
To co mam – drugi singel polskiego piosenkarza Ignacego Błażejowskiego z jego drugiego albumu studyjnego, zatytułowanego Central Park. Singel został wydany 12 stycznia 2023.
Kompozycja znalazła się na 11. miejscu listy OLiA, najczęściej odtwarzanych utworów w polskich rozgłośniach radiowych.

## Geneza utworu i historia wydania
Utwór napisali i skomponowali Ignacy Błażejowski i Leon Krześniak, który również odpowiada za produkcję utworu. Piosenkarz o singlu:

Dokładnie rok temu była premiera „Dream” – singla otwierającego moją mową drogę. Zamknąłem rok 2022, odbierając złotą płytę za „Czekam na znak”. Dziękuję! Ten rok otwieram piosenką o bezwarunkowej miłości i o tym, jak relacja z drugim człowiekiem pomaga nam uwierzyć w samych siebie. Pozytywną i lekką. Niech będzie dla Was dobrą wróżbą.

Singel ukazał się w formacie digital download 12 stycznia 2023 w Polsce za pośrednictwem wytwórni płytowej Polydor Records w dystrybucji Universal Music Polska. Piosenka została umieszczona na drugim albumie studyjnym Ignacego Błażejowskiego – Central Park.

## „To co mam” w stacjach radiowych
Nagranie było notowane na 11. miejscu w zestawieniu OLiA, najczęściej odtwarzanych utworów w polskich rozgłośniach radiowych.

## Lista utworów
- Digital download[3]

1. „To co mam” – 3:14

## Notowania

### Pozycja na liście airplay
| Kraj   | Lista (2023)                   | Najwyższa pozycja |
| ------ | ------------------------------ | ----------------- |
| Polska | OLiS – oficjalna lista airplay | 11                |